# КК Кожув
КК Кожув je македонски кошаркашки клуб из Ђевђелије. У сезони 2014/15. такмичи се у Првој лиги Македоније и у Балканској лиги.

## Историја
Клуб је основан 1992. године. Највећи успех у македонског првенства забележио је у сезони 2012/13. када је стигао до финала плеј-офа. У Купу Македоније највиши домет било је такође финале, а досегнуто је 2015. године.

## Успеси

### Национални
- Првенство Македоније:
  - Вицепрвак (1): 2013.

- Куп Македоније:
  - Финалиста (1): 2015.

## Познатији играчи
- Слободан Дунђерски
- Алексеј Нешовић
- Филип Шепа